# Ennomos equestraria
Ennomos equestraria är en fjärilsart som beskrevs av Fabricius 1777. Ennomos equestraria ingår i släktet Ennomos och familjen mätare. Inga underarter finns listade i Catalogue of Life.